# Васильєв Дмитро Олегович
Дмитро́ Оле́гович Васи́льєв — капітан Збройних сил України, учасник російсько-української війни.
Станом на березень 2019 року — військовослужбовець 24-ї бригади.

## Нагороди
8 серпня 2014 року — за особисту мужність і героїзм, виявлені у захисті державного суверенітету та територіальної цілісності України, вірність військовій присязі під час російсько-української війни, відзначений — нагороджений орденом «За мужність» III ступеня.